# Geratomyza maculata
Geratomyza maculata är en tvåvingeart som beskrevs av Spencer 1973. Geratomyza maculata ingår i släktet Geratomyza och familjen minerarflugor.
Artens utbredningsområde är Caymanöarna. Inga underarter finns listade i Catalogue of Life.